# Via Egnatia

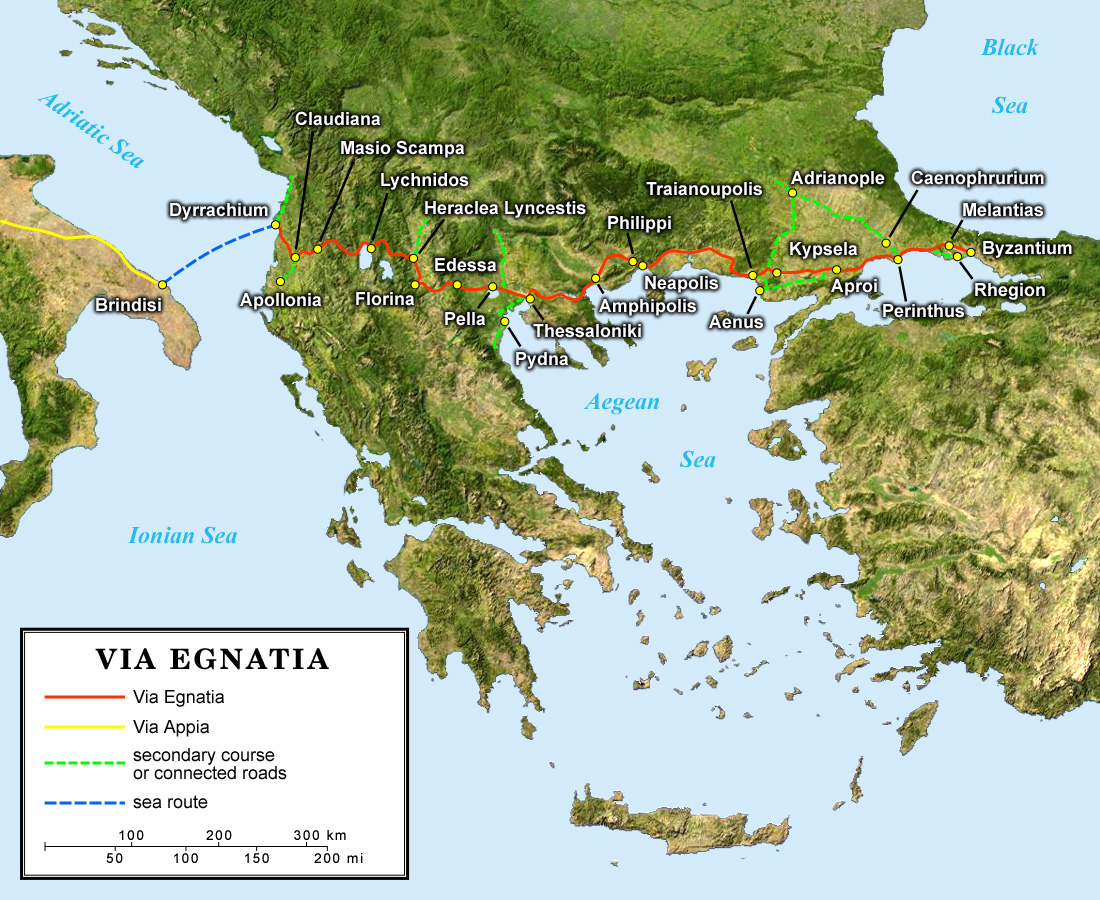
Trasa silnice

Via Egnatia (řecky: Εγνατία Οδός) byla starověká římská silnice vybudovaná ve 2. století př. n. l. Procházela římskými provinciemi Illyria, Macedonia a Thracia na území dnešních států Albánie, Severní Makedonie, Řecka a evropské části Turecka. Byla pojmenována podle makedonského prokonzula Gnaea Egnatia.

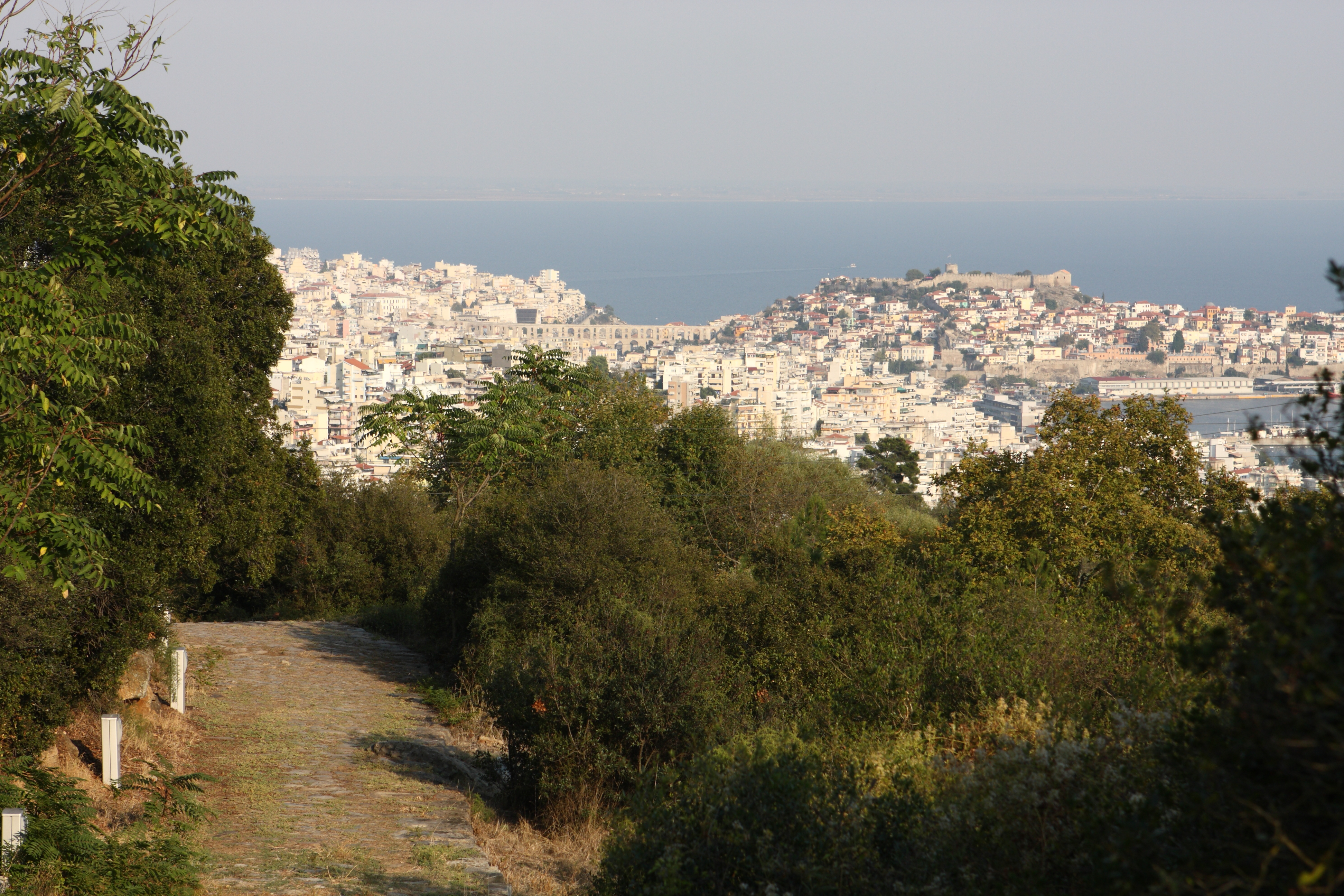
Antická Via Egnatia u města Kavala

Začínala ve městě Dyrrachium (dnešní Durrës) na pobřeží Jadranu podél řeky Genusus (Shkumbin), přes pohoří Candaviae, a dále k Ochridskému jezeru. Dále se stáčela k jihu a přes horské soutěsky vedla do města Soluň na pobřeží Egejského moře, odkud přes Thrákii pokračovala do města Byzantium (dnešní Istanbul). Její celková délka byla přibližně 1 120 km (746 římských mil). Jako většina hlavních římských silnic byla 6 metrů široká a dlážděná polygonálními kamennými deskami nebo tvrdou vrstvou písku. Poslední rozsáhlé opravy silnice byly podle údajů na zachovaných milnících provedeny za císaře Traiana. Během 5. století byla její západní část podle některých historiků již téměř neprůchodná.